# Адри ван Крај
Адри ван Крај (хол. Adrianus Ambrosius Cornelis van Kraaij; Ајндховен, 1. август 1953) је некадашњи холандски фудбалер који је играо на позицији одбрамбеног играча.

## Каријера
Адри ван Крај наступао је за репрезентацију Холандије на Светском првенству 1978. године, а носио је дрес са бројем четири. Професионалну каријеру започео је у ПСВ Ајндховену, где је играо од 1971. до 1982. године на 309 утакмица и постигао 5 голова.
На крају каријере играо је за Ватершеј Тор од 1982. до 1984. године, а каријеру завршио у Базелу, где је од 1984. до 1985. године играо на 17 утакмица.